# La Vérité (pièce de théâtre)
Pour les articles homonymes, voir La Vérité.
La Vérité est une pièce de théâtre de Florian Zeller. Elle a été créée en France au théâtre Montparnasse en janvier 2011 par Pierre Arditi dans une mise en scène de Patrice Kerbrat.
Elle a ensuite été jouée dans le monde entier et a acquis le statut de "comédie culte"

## Résumé
La Vérité raconte l'histoire d'un menteur à qui tout le monde ment.

## Créations internationales
La pièce a été créée simultanément en France et en Allemagne en 2011. C'est Herbert Knaup qui a tenu le rôle principal à Hambourg, avant que la pièce ne connaisse une trentaine de créations différentes dans tout le pays. Elle a ensuite été jouée dans le monde entier.
En Angleterre, elle est traduite par Christopher Hampton et a connu un très grand succès. Elle a été nommée "meilleure comédie" en 2017 aux Laurence Olivier Awards.

## Réception critique
En France, la réception de la pièce a été unanime. « Brillantissime », selon Pariscope, « Irrésistible », selon le JDD, « Drôle à en frémir », selon Télérama, « Du grand art » selon Le Figaro, "Hilarant et jubilatoire", selon La Tribune du mardi 15 février 2011.
Selon le Times, La Vérité propose « 90 minutes d'intelligence et de brillante cruauté». Elle est, selon le Guardian, « un must-see absolu».

## Influences
« Empruntant à Georges Feydeau et Eugène Labiche leur sens du rythme et des situations, à Sacha Guitry la force de frappe de ses répliques, Zeller arpente avec cette pièce, selon La Tribune, les plus belles allées du boulevard ». Selon Le Figaro, la pièce penche en effet du côté du vaudeville, mais « dans la filiation de Guitry, d'un Guitry resserré, plus tendu, moins bavard. Car Florian Zeller ne saurait se mentir à lui-même. Il reste fidèle à son thème favori : le masque, la dialectique du mensonge et de la vérité.
De son côté, l'auteur ouvre son texte avec deux citations : l'une de Voltaire et l'autre de Harold Pinter, avec lequel la pièce établit un jeu de correspondances explicite.
Zeller a souvent cité ce dernier comme un auteur ayant exercé une forte influence sur son écriture. En 2016, dans un entretien avec Mark Lawson, pour The Guardian, il dit : 

« Le matériau littéraire que j'utilise est assez simple. Ce n'est pas un théâtre lyrique. Ce sont des phrases presque banales. Ce qui m'intéresse, c'est ce qui se tient "derrière" l'apparente banalité des phrases. De ce point de vue, Pinter a été très important pour moi. C'est lui qui m'a fait comprendre cette ambivalence fondamentale du langage, son potentiel ludique, mais aussi tous les rapports de force souterrains qu'il véhicule, l'air de rien »

.

## Reprise
La pièce, qualifiée alors de "comédie culte" par la presse, est remontée à Paris en janvier 2025, dans une mise en scène de Ladislas Chollat, au Théâtre Edouard 7, avec Stéphane De Groodt, Clotilde Courau et Sylvie Testud.